# Бертхолд III фон Боген
Бертхолд III фон Боген (на немски: Bertold III, Graf von Bogen; * ок. 1190; † 12 август 1218, Дамиета) от род фон Боген, странична линия от династията Бабенберги от Австрия, е граф на Боген и кръстоносец.
Родът фон Боген е през 12 и 13 век значим висш род в Бавария с резиденция северно от Дунав до Щраубинг.

## Биография
Той е най-големият син на граф Адалберт III фон Боген († 1197) и съпругата му Людмила Бохемска († 1240), дъщеря на бохемския херцог Фредерик († 1189) и Елизабет/Ержебет от Унгария († сл. 1190), дъщеря на унгарския крал Геза II († 1162) и Ефросина Киевска († 1186). Внук е на граф Бертолд II фон Боген († 1167) и втората му съпруга графиня Лиутгард фон Бургхаузен († 1195).
Баща му умира по време на кръстоносния поход (1197) в Италия на император Хайнрих VI. Майка му Людмила Бохемска се омъжва втори път през 1204 г. в Келхайм за херцог Лудвиг I Келхаймерски (1173 – 1231), херцог на Бавария и пфалцграф при Рейн от фамилията Вителсбахи, бивш противник на първия ѝ съпруг Адалберт III фон Боген. Лудвиг е добър баща на нейните доведени трима сина.
Брат е на Адалберт/Алберт IV/V († 1242), граф на Боген, кръстоносец, и Лиутполд († 1221), граф на Боген (1209), става пробст в „Алтен Капеле“ в Регенсбург (1215) и фогт на Нидералтайх. Полубрат е на Ото II Светлейши (1206 – 1253), херцог на Бавария и пфалцграф при Рейн.
Бертхолд III фон Боген е убит на 12 август 1218 г. в Дамиета през Петия кръстоносен поход.

## Фамилия
Бертхолд III фон Боген се жени пр. 1 август 1224 г. за графиня Кунигунда фон Хиршберг († сл. 2 февруари 1249), дъщеря на граф Гебхард II фон Хиршберг († сл. 1232) и Агнес фон Труендинген († сл. 1232). Бракът е бездетен.
Вдовицата му Кунигунда фон Хиршберг се омъжва втори път пр. 17 август 1223 г. за граф Конрад фон Васербург († 1259).